# فیلم‌ترکز
فیلم‌ترکز (انگلیسی: Filmtracks) یک وبگاه نقد موسیقی فیلم معاصر است که توسط خالق و تنها منتقد موسیقی فعال آن «کریستیان کلمنسن» اداره می‌شود. از زمان راه‌اندازی فیلم‌ترکز در سال ۱۹۹۶، این وب‌سایت نزدیک به دو هزار موسیقی متن را بررسی و نقد کرده است که قدمت برخی از فیلم‌ها به سال ۱۹۵۴ برمی‌گردد، اگرچه تمرکز وب‌سایت در درجه اول آنهایی است که پس از سال ۱۹۷۵ ساخته شده‌اند. فیلم‌ترکز همچنین دارای یک تالار گفتگو کاربران است.